# Ménil-en-Xaintois
Ménil-en-Xaintois település Franciaországban, Vosges megyében. Lakosainak száma 168 fő (2022. január 1.). Ménil-en-Xaintois Biécourt, Dombasle-en-Xaintois, Gemmelaincourt, Gironcourt-sur-Vraine, Rouvres-en-Xaintois, Saint-Menge és Totainville községekkel határos.

## Népesség
A település népességének változása:
| Lakosok száma | 182  | 163  | 154  | 150  | 150  | 147  | 154  | 161  | 168  |
|               | 2013 | 2015 | 2016 | 2017 | 2018 | 2019 | 2020 | 2021 | 2022 |